# NGC 6155
NGC 6155 ist eine 12,4 mag helle Spiralgalaxie mit ausgeprägten Emissionslinien vom Hubble-Typ Sc im Sternbild  Herkules am Nordsternhimmel. Sie ist schätzungsweise 115 Millionen Lichtjahre von der Milchstraße entfernt und hat einen Durchmesser von etwa 40.000 Lichtjahren.
Das Objekt wurde am 12. Mai 1787 von Wilhelm Herschel mit einem 18,7-Zoll-Spiegelteleskop entdeckt, der sie dabei mit „F, pL, iF, gbM“ beschrieb.